# Прапор Костянтинівки
Міськи́й пра́пор Костянтинівки — офіційний символ міста Костянтинівка Донецької області. Затверджений 20 квітня 2000 р. рішенням №16/4 сесії міської ради.

## Опис
Прямокутне полотнище зі співвідношенням сторін 2:3 складається із двох горизонтальних рівновеликих смуг — червоної та зеленої, від середини полотнища до вільних країв іде синій трикутник, на верхній смузі в древковій частині білий фонтан, облямований вінком із гілок, оповитим синьою стрічкою.